# 蠡吾縣
蠡吾縣，中国古县名。
西汉置，属涿郡；东汉属中山国；西晋属高阳国；北齐时，废入博野县。